# Bill Brock
William Emerson Brock III, detto Bill (Chattanooga, 23 novembre 1930 – Fort Lauderdale, 25 marzo 2021) è stato un politico statunitense, collaboratore dell'amministrazione Reagan fra il 1981 e il 1987, in precedenza senatore per lo stato del Tennessee dal 1971 al 1977 e membro della Camera dei Rappresentanti per lo stesso stato dal 1963 al 1971.

## Biografia
Nato a Chattanooga, Brock discende da una famiglia di imprenditori molto nota e suo nonno William Emerson Brock era stato un senatore democratico.
Dopo aver lavorato per qualche tempo nell'industria del padre, Brock si interessò alla politica ma, contrariamente alla sua famiglia, aderì al Partito Repubblicano. Nel 1962 si candidò alla Camera dei Rappresentanti e venne eletto, per poi essere riconfermato per altri tre mandati.
Nel 1971 annunciò la propria candidatura al Senato, sfidando il democratico in carica Al Gore senior (padre del futuro vicepresidente Al Gore) e riuscì a vincere le elezioni. Sei anni dopo Brock chiese agli elettori un altro mandato, ma venne sconfitto dall'avversario democratico Jim Sasser.
Dopo aver perso la rielezione, Brock continuò a rimanere attivo all'interno del partito e quando Ronald Reagan divenne Presidente, decise di nominare Brock rappresentante per il commercio. Questi mantenne l'incarico fino al 1985, quando Reagan lo nominò Segretario del Lavoro.
Brock rassegnò le dimissioni appena due anni dopo, per dirigere l'infruttuosa campagna elettorale presidenziale di Bob Dole. Dopo quest'esperienza, Brock si trasferì nel Maryland, dove nel 1994 tentò nuovamente l'elezione al Senato. Riuscì a vincere la nomination repubblicana, ma venne sconfitto con ampio margine dal democratico in carica Paul Sarbanes.